# 狂人軍
『狂人軍』（きょうじんぐん）は、藤子不二雄による日本の漫画作品（安孫子素雄単独執筆作品。安孫子はのちの藤子不二雄Ⓐ）。秋田書店『少年チャンピオン』（連載当時隔週刊）の1969年9月10日号から1970年3月18日号まで連載された。全14話。

## 概要
主要登場人物の全員が自称・他称を問わず「きちがい」を標榜する、精神疾患を主題にした過激な内容の不条理系ギャグ漫画である。それに加え、実在の人物（主に野球選手）や読売巨人軍、精神障害者に対する侮辱と取られかねない設定を含むため連載終了後は封印作品扱いとなり、一度も単行本化されていない。
タイトルの「狂人軍」は野球チームという設定ではあるが、掲載誌のキャッチコピー「バカなヤツ、頭の狂ったヤツが集まって狂人軍をつくった!! ほんとに野球をやるのかな!?」の通り中盤は野球とは無関係なドタバタ調のギャグ展開に終始しており、実際に野球試合を行ったのは最終話のオープン戦のみで対戦相手の試合放棄によるイレギュラーな決着となっている。
ファンからは「藤子漫画史上最もアナーキーな作品」、あるいは「エキセントリックな作品の多い藤子不二雄A作品の中でも、封印最高峰に鎮座するデンジャラスな作品」と評されており、作者の藤子Ⓐ自身も思い入れのある作品として2005年刊の『藤子不二雄Ⓐ ALL WORKS』に掲載されたインタビューで次のように回顧している。
1978年に小学館から発売されたコロコロコミックデラックス『ドラえもん・藤子不二雄の世界』所収の藤子不二雄『ドラえもん誕生』（藤本弘単独執筆作）には、学年誌の新連載（後の『ドラえもん』）を頼まれたものの内容が決まらずに四苦八苦している藤本弘に対して安孫子素雄が「チャンピオンとキングからいっぺんにさいそくだ。おれ行くからな」とアイデア出しの協力から手を引いたので、藤本が「『黒ベエ』も『狂人軍』もおくれてるんだった」と言い、1人で仕事場に戻る描写がある。この台詞は1987年刊の藤子不二雄ランド版『大長編ドラえもん(3) のび太の大魔境』および2012年刊の藤子・F・不二雄大全集『ドラえもん』第20巻では初出時のまま収録されたが、1997年発売のムック『藤子・F・不二雄の世界』および2019年発売のてんとう虫コミックス『ドラえもん』0巻での再録時はこの2作のタイトルが削られて単に「両方ともおくれてるんだった」に改変されている。

## ストーリー
平凡なサラリーマンの丸目蔵人は会社を無断欠勤したドライブ先で「狂楽園球場」なる野球場を発見し、覗いてみようとするが「気ちがい以外は中に入れない」と言われて追い出されてしまったので、発狂した振りをして球場へ入ることに成功する。
ところが、狂人軍の主砲・王選手の放ったホームランが蔵人の顔面を直撃し、ボールで口を塞がれたので窒息して倒れ込んでしまう。不慮の事故で死亡したかに思われた蔵人は発狂した状態で意識を取り戻すが、一旦下した死亡診断を覆すことを是としない医師の手で殺害されそうになった間一髪の所を王選手に救われた。
しかし、自分が発狂した原因が王選手のホームランボールだと知った蔵人は「自分を狂人軍に入団させろ、そして4番を打たせろ」と要求し、監督のカワカムは「いいでしょう。4番でも10番でも40番でも打たせてやりなさい」と入団を許可。交代させられることになった4番のナガヒマは激怒し、蔵人とバットで喧嘩をする。この喧嘩は狂楽園球場全体を巻き込む乱闘に発展し、蔵人はバットで頭を殴打されて気を失った。
夕方になり、蔵人は正常な頭で意識を取り戻すが、その場には誰一人いなかった。不思議に思いながら自宅へ帰ろうと車に乗ると、蔵人が発狂した時にユニフォームを取り上げられた少年が「ぼくの服かえしてチョーライ」と要求する。
蔵人はキチ吉と名乗るその少年を連れて2人で帰宅したが、家には何故か狂人軍のメンバーが勢揃いしていた。

## 登場人物
第1話の扉絵では「人はみなおおかれすくなかれくるっているのだ」で始まる「エブラハム・ベートーベン」なる人物の格言が書かれているが、この人物は実在せず格言を含めて安孫子による創作である。安孫子は後年に『愛…しりそめし頃に…』でも、これと同じように架空の人物の詩や歌詞を引用したように見せかける手法を多用していた。

### 丸目家
丸目 蔵人（まるめ くらんど）
主人公。平凡なサラリーマンだったが、会社をさぼって狂楽園球場を覗こうとしたばかりに狂人軍の面々によって生活を狂わされる。
狂楽園球場への潜入後、王選手の放ったホームランボールに口を塞がれて窒息し、蘇生後に発狂状態で強引に狂人軍へ入団するが、乱闘騒ぎの際にバットで頭を殴られて正気を取り戻し退団した。後半はキチ吉に主人公ポジションを取られて出番が少なくなる。
丸目 スズ子（まるめ スズこ）
蔵人の妻。子供はいない。夫と同様、狂人軍の面々に振り回され後始末をさせられる。最初は強引に居候となったキチ吉を迷惑がっていたが、後半では実の息子同然に可愛がるようになった。

### 狂人軍関係者
キチ吉（キチきち）
狂人軍でピッチャーを務める少年。頭に氷嚢を括り付けており、杉浦茂調の瞳にブタ鼻で常に鼻水を垂らしている。ホームランボールの直撃で発狂した蔵人にユニフォームを盗まれたのがきっかけとなり、丸目家に居候する。語尾は「〜デス」。後半は蔵人を食って実質的な主役となっていた。
本作の終了後に同じ雑誌で藤子が連載した『チャンピオンマンガ科』（安孫子担当作）には、手塚治虫『ザ・クレーター』の主人公・オクチンの模写が徐々に変形していきキチ吉の姿になる図が掲載されている。これは作者自身が手塚漫画を模写しているうちにかけ離れた絵柄のキャラクターの漫画を描くようになったことを、掲載誌の連載漫画のキャラクターで示したものであり、オクチンをモデルにしてキチ吉が生まれたわけではない。
ナガヒマ
4番・キャッチャーで通称「ミスター狂人軍」。非常に喧嘩っ早く「わが狂人軍はキチガイのように暴れるべきだ」を信条に人間相手でも構わずバットやチェーンソーを振り回す真性の狂人。目玉がつながっている。
王選手（おうせんしゅ）
狂人軍の3番打者。スペードのキングのような顔をしており、非常に気位が高い。蔵人が発狂する原因となった特大ホームランを放った張本人。
カワカム監督（カワカムかんとく）
狂人軍監督。顔面にカタカナの「キ」の形に絆創膏を貼っており、服装は金太郎ルック。腹掛けに背番号が書かれており、その番号は「80」。反抗的な相手には容赦なく（反駁するという意味ではなく、文字通りに）噛み付く。
ハットのオヤジ
狂人軍のオーナーと思われる人物。本名不詳。シルクハットに口髭の紳士然とした風貌だが、質問されたことに対する受け答えは支離滅裂。「三島由紀夫の真似をしてみたかった」と言い、嬉々として割腹自殺を図るも未遂に終わる。
アンパイヤ
狂楽園球場専属の球審だが、狂人軍のメンバーが足りない時は選手として試合に参加することもある。何事に対しても「アウト」「セーフ」と判定を下したがる。
アナウンサー
狂楽園球場専属の実況担当。マイクの代わりにトウモロコシを握り「本日はトコロ天なり、只今マイクの試食中」と言った調子でグラウンドの状況を解説する。アンパイヤと同様、狂人軍のメンバーが足りない時は選手として試合に参加することもある。
狂犬狂太郎（きょうけんきょうたろう）
キチ吉のペット。狂犬病に感染しており、噛まれた者もウイルスに感染して発狂してしまうが既に発狂状態の者が噛まれた場合は逆に正常化する。狂犬病の症状により水に弱く、キチ吉に対してだけは頭をかじると氷嚢から水が漏れ出すため従順な態度を取る。
後に同作者の『マボロシ変太夫』で「おれは狂犬狂太郎の巻」に登場したが、該当エピソードは単行本に収録されていない。

### その他の人物
小野 町子（おの まちこ）
第5話に登場。丸目家に居候したキチ吉が通い出した青井中学校の女子生徒。才色兼備かつ作中では稀少な常識人で、キチ吉に一目惚れで求婚されるが「あたしもあなたもまだこどもなのだから結婚できないのよ」と断った。
小池先生（こいけせんせい）
第9話に登場。藤子作品では定番のスターシステムによるキャラクターで、本作では前衛的な作風で人気の漫画家として登場する。精神病院から脱走して来たところでキチ吉に出会ってラーメンをご馳走になり、そこへ押しかけて来た狂人軍のメンバーを見て即興で襖に漫画を描き付けた。
久留井 辺一（くるい へんいち）
第10話に登場。丸目家へ下宿することになった警察官の青年。普段は気弱だが拳銃を持つと豹変するトリガーハッピーで、帰宅途中の蔵人を脅していた強盗を問答無用で射殺した。
凶人軍（きょうじんぐん）
最終話のオープン戦で狂人軍と対戦したチーム。勝つためにはあらゆる暴力を辞さないラフプレー集団。

## エピソード一覧
| 話数   | タイトル                     | 掲載号                   |
| ------ | ---------------------------- | ------------------------ |
| 第1話  | 狂楽園の中では？ の巻        | 1969年09月10日号（03号） |
| 第2話  | 狂人選手次々と登場の巻       | 9月17日号（04号）        |
| 第3話  | 乱戦の末 ドロンゲームの巻    | 10月01日号（05号）       |
| 第4話  | おしかけむすこ キチ吉の巻    | 10月15日号（06号）       |
| 第5話  | キチ吉 高校へ行くの巻        | 11月05日号（07号）       |
| 第6話  | 狂人軍ゲバルトの巻           | 11月19日号（08号）       |
| 第7話  | キチ吉 犬になるの巻          | 12月03日号（09号）       |
| 第8話  | 狂犬 狂太郎の巻              | 12月17日号（10号）       |
| 第9話  | 町でひろったキ印おじさんの巻 | 1970年01月07日号（01号） |
| 第10話 | おれの拳銃はすばやいぜの巻   | 1月21日号（02号）        |
| 第11話 | キチガイ水を飲んじゃったの巻 | 2月04日号（03号）        |
| 第12話 | キチガイにハモノの巻         | 2月18日号（04号）        |
| 第13話 | キャンプインの巻             | 3月04日号（05号）        |
| 最終話 | 狂人軍対凶人軍の巻           | 3月18日号（06号）        |

## 藤子不二雄ランドへの収録検討と中止
1991年に刊行された藤子不二雄FCネオ・ユートピア会報第15号では、中央公論社が刊行していた『藤子不二雄ランド』全301巻の完結を受けて同レーベルの編集業務を行ったメモリーバンク株式会社取締役の綿引勝美にインタビューを行っている。綿引はこのインタビュー中において、秋田書店在職時にチャンピオン編集部で本作を担当していた経緯もあり個人的な思い入れを含めて『藤子不二雄ランド』の企画段階から本作の収録を検討していたが、実現しなかったことを公表した。また、収録作品の『ジャングル黒べえ』が人種差別に対するクレームを恐れて増刷停止となったことを引き合いに出し、本作について「あれをそのまま載せる訳にはいかない」としているが、テレビ朝日『藤子不二雄ワイド』中で流された中央公論社のCMには本作のキチ吉がジャングル黒べえと同じカットで登場する場面があった。
後年に復刊ドットコムから部分復刻された『藤子不二雄Ⓐランド』および、青年漫画や平成期の作品を新規に収録した小学館の『藤子不二雄Ⓐデジタルセレクション』でも本作は収録の対象となっていない。

### キチ吉くん
『藤子不二雄ランド』への『狂人軍』本編の収録は実現しなかったが、各巻の末尾で連載されていたオリジナル作品『タカモリが走る』では主人公の秋田犬・タカモリを飼う和義の父で漫画家の西郷もりたかが作中で執筆した漫画という設定により、本作の第7話「キチ吉 犬になるの巻」と第8話「狂犬 狂太郎の巻」の一部が『キチ吉くん』のタイトルで再録された。この再録部分ではキチ吉とスズ子、狂太郎が登場しているが、狂太郎は原典や『マボロシ変太夫』での登場時と異なり「乱犬・乱四郎」に改名されている。
『タカモリが走る』は、後に中央公論社から全2巻で単行本化された。部分復刻の『藤子不二雄Ⓐランド』では巻末連載（『ウルトラB』や『まんが道』第2部を含む）自体がカットのため再録されなかったが『藤子不二雄Ⓐデジタルセレクション』では『タカモリが走る』単独で電子書籍化されており『キチ吉くん』の部分も読むことが可能である。